# Cutcliffe Peak
Cutcliffe Peak är en bergstopp i Antarktis. Den ligger i Östantarktis. Australien gör anspråk på området. Toppen på Cutcliffe Peak är 1 645 meter över havet.
Terrängen runt Cutcliffe Peak är huvudsakligen lite kuperad. Trakten är obefolkad. Det finns inga samhällen i närheten. 